# Bułgarski Ludowy Związek Chłopski „Wrabcza 1”
Bułgarski Ludowy Związek Chłopski „Wrabcza 1” (bułg. Български земеделски народен съюз „Врабча 1”) – bułgarska partia polityczna utworzona pod koniec 1926 przez Dimityra Giczewa jako następczyni Bułgarskiego Ludowego Związku Chłopskiego. Była największym ugrupowaniem reprezentującym interesy średnich właścicieli ziemskich. W latach 1931–1934 wchodziła w skład szerokiej koalicji Blok Narodowy, zaś w 1936 znalazła się w składzie tzw. Piątki domagającej się przywrócenia zasad Konstytucji Tyrnowskiej. Współtworzyła pięć koalicyjnych rządów Carstwa Bułgarii (1931–1934 i 1944). W 1945 połączyła się z Bułgarskim Ludowym Związkiem Chłopskim im. Nikoły Petkowa i prowadziła działalność opozycyjną wobec rządu lewicowego Frontu Ojczyźnianego. W 1947 komuniści stopniowo zlikwidowali całą polityczną opozycję i BLZCh „Wrabcza 1” praktycznie przestał istnieć. 

## Historia Bułgarskiego Ludowego Związku Chłopskiego „Wrabcza 1”

### Powstanie Bułgarskiego Ludowego Związku Chłopskiego „Wrabcza 1”
W czerwcu 1923 Porozumienie Narodowe oraz Związek Wojskowy przeprowadziły zamach stanu i odsunęły od władzy Bułgarski Ludowy Związek Chłopski, zabijając przy tym jego lidera i ideologa Aleksandyra Stambolijskiego. Nowy premier Carstwa Bułgarii, Aleksandyr Cankow z Porozumienia Demokratycznego, kontynuował represje wobec ludowców, zmuszając BLZCh do zaprzestania legalnej działalności politycznej. Dopiero w 1926, kiedy na czele rządu stanął Andrej Liapczew, możliwe stało się odrodzenie ruchu ludowego. Pod koniec tego samego roku Dimityr Giczew, były samorządowiec z Płowdiwu, powołał do życia partię Bułgarski Ludowy Związek Chłopski „Wrabcza 1”. Główna siedziba ugrupowania mieściła się w Sofii przy ulicy Wrabcza 1, stąd też pochodziła jego nazwa. 
Pierwszy program polityczny partii akcentował konieczność wprowadzenia w kraju ludowładztwa, a w sferze ekonomicznej ustroju opartego o rolnicze spółdzielnie produkcyjne, tworzone przez prywatne gospodarstwa. Ugrupowanie opowiadało się za ograniczeniem roli zamożnej burżuazji w zarządzaniu państwem. BLZCh „Wrabcza 1” był członkiem Zielonej Międzynarodówki, środkowoeuropejskiej organizacji dążącej do powstania wspólnoty państw rolniczych, opartej na jednakowym programie ekonomicznym. Do 1931 partia pozostawała w opozycji wobec rządu Porozumienia Demokratycznego. Choć początkowo ludowcy samodzielnie dążyli do zdobycia władzy, w następnych latach nawiązali współpracę z innymi partiami opozycyjnymi, w tym reprezentującymi interesy mieszczaństwa.
Wkrótce po uformowaniu się BLZCh „Wrabcza 1” wyłoniły się w nim trzy główne nurty: umiarkowany, prawicowy i lewicowy. W 1930 liczebność członków partii wynosiła 60 tys. osób, ponadto tworzyła ona 1800 stowarzyszeń. W 1932 do ugrupowania należało już 103 tys. osób, co czyniło je największą organizacją chłopską w Carstwie Bułgarii. Oprócz głównej sekcji partyjnej istniała także sekcja młodzieżowa oraz akademicka.

### Rządy Bloku Narodowego
W czerwcu 1931, przed zaplanowanymi na sierpień tego samego roku wyborami parlamentarnymi, BLZCh „Wrabcza 1”, Partia Demokratyczna, Partia Radykalna, Partia Nacjonalno-Liberalna oraz Bułgarski Ludowy Związek Chłopski „Stara Zagora” zawiązały szeroką koalicję nazwaną Blokiem Narodowym. Kandydaci koalicji zdobyli ok. 55% mandatów deputowanych, tym samym zakończył się ponad ośmioletni okres rządów Porozumienia Demokratycznego. Wkrótce potem Aleksandyr Malinow z Partii Demokratycznej sformował rząd, w którym ludowcom przypadły trzy resorty: Ministerstwo Rolnictwa i Własności Państwa, Ministerstwo Oświaty Narodowej i Ministerstwo Budynków Publicznych, Dróg i Zagospodarowania. Te same stanowiska działacze BLZCh „Wrabcza 1” utrzymali również w dwóch kolejnych rządach Nikoły Muszanowa, zaś w trzecim jego gabinecie objęli dodatkowo Ministerstwo Handlu, Przemysłu i Pracy. Rola powierzona ludowcom w gabinetach Malinowa i Muszanowa nie satysfakcjonowała ich, co nierzadko prowadziło do sporów z demokratami i przyczyniło się do poważnego kryzysu rządowego w 1934. Problemy koalicji wykorzystali działacze opozycyjnego Zwena, którzy 19 maja tego samego roku przeprowadzili zamachu stanu i przejęli władzę. 
Mało skuteczna polityka rządów Malinowa i Muszanowa spowodowała utratę popularności BLZCh „Wrabcza 1” wśród ludności wiejskiej, co w konsekwencji doprowadziło do przerzedzenia się jego szeregów. Dodatkowo w marcu 1932 w organizacji doszło do rozłamu, w efekcie którego powstała odrębna partia, nazwana Bułgarskim Ludowym Związkiem Chłopskim im. Aleksandyra Stambolijskiego. W 1933 część BLZCh „Wrabcza 1” i BLZCh im. Aleksandyra Stamboliskiego połączyły się tworząc BLZCh „Zjednoczony”, jednak podział wśród ludowców okazał się trwały i utrzymał się aż do 1947.

### Bułgarski Ludowy Związek Chłopski „Wrabcza 1” w latach 1934–1944
Wkrótce po zamachu stanu z 1934 i odsunięciu od władzy Bloku Narodowego, rząd Kimona Georgiewa wydał dekret o delegalizacji wszystkich partii politycznych i BLZCh „Wrabcza 1” został zmuszony do rozpoczęcia działalności podziemnej. Ugrupowanie opowiedziało się przeciwko wprowadzonemu przez Zweno reżimowi autorytarnemu i dążyło do przywrócenia demokracji parlamentarnej. W 1936 zawiązała się koalicja między ludowcami i innymi partiami opozycyjnymi nazwana Piątką, która domagała się od cara Borysa III przestrzegania zasad Konstytucji Tyrnowskiej, zawieszonej od czasu przewrotu. Koalicja zdobyła 63 ze 160 miejsc w parlamencie, ale nie zdołała doprowadzić do pełnej demokratyzacji życia politycznego w Carstwie Bułgarii.
Po wybuchu II wojny światowej BLZCh „Wrabcza 1” opowiedział się przeciwko przystąpieniu Bułgarii do koalicji hitlerowskiej. Rząd Bogdana Fiłowa zdecydował jednak inaczej i w 1941 kraj dołączył do państw Osi. W następnych latach ludowcy pozostawali w legalnej opozycji, lecz nie zdecydowali się wstąpić do antyrządowego Frontu Ojczyźnianego, organizowanego pod egidą Bułgarskiej Partii Komunistycznej. 
2 września 1944, kiedy klęska koalicji hitlerowskiej była praktycznie przesądzona, a Armia Czerwona zbliżała się do granic Carstwa Bułgarii, Konstantin Murawiew z BLZCh „Wrabcza 1” otrzymał misję utworzenia nowego rządu. Jego gabinet, w składzie którego znaleźli się także demokraci, podjął ostatnią próbę zapobiegnięcia inwazji Związku Radzieckiego, zrywając stosunki dyplomatyczne z Niemcami, a 6 września wypowiadając im wojnę. Ponadto rząd ogłosił chęć podpisania rozejmu z Wielką Brytanią i Stanami Zjednoczonymi, rozpoczął wycofywanie wojsk z terenów Jugosławii, a także przywrócił parlamentarny system sprawowania władzy. Wysiłki Murawijewa nie przyniosły pożądanego rezultatu. 5 września ZSRR wypowiedział Bułgarii wojnę, zaś cztery dni później, 9 września 1944, bojówki wspieranego przez Sowietów Frontu Ojczyźnianego przeprowadziły zamach stanu i przejęły władzę w państwie.

### Bułgarski Ludowy Związek Chłopski w latach 1944–1947
Wkrótce po utworzeniu przez Front Ojczyźniany nowego rządu, w którego skład wszedł także BLZCh im. Aleksandyra Stambolijskiego, działaczy BLZCh „Wrabcza 1” współpracujących z poprzednią władzą dosięgły represje. Konstantin Murawiew i Wergił Dimow, pełniący urząd ministra spraw wewnętrznych i zdrowia publicznego w jego gabinecie, otrzymali od komunistycznego Sądu Ludowego wyroki dożywotniego więzienia. W listopadzie 1945 BLZCh „Wrabcza 1” przyłączył się do BLZCh im. Nikoły Petkowa i wspólnie z nim podjął działalność opozycyjną wobec Frontu Ojczyźnianego. Wiosną 1947 wspierani przez Stalina bułgarscy komuniści zaczęli wprowadzać władzę totalitarną i stopniowo zmusili wszystkie partie opozycyjne do zaprzestania działalności, co oznaczało koniec istnienia BLZCh „Wrabcza 1”.

## Wybitni działacze Bułgarskiego Ludowego Związku Chłopskiego „Wrabcza 1”
- Nediałko Atanasow – Przewodniczący Zgromadzenia Narodowego, minister
- Wergił Dimow – minister
- Dimityr Giczew – założyciel BLZCh „Wrabcza 1”, minister
- Konstantin Murawiew – premier i minister
- Aleksandyr Radołow – poseł

## Organy prasowe Bułgarskiego Ludowego Związku Chłopskiego „Wrabcza 1”
- Земеделско знаме (w tłum. Rolniczy Sztandar; od 1902)
- Нива (w tłum. Niwa)
- Врабча (w tłum. Wrabcza)
- Земледелска мисъл (w tłum. Myśl Rolnicza; od 1910)